# C'era una volta in Giappone
C'era una volta in Giappone (天晴じぱんぐ?, Doki Doki Appare Jipangu!) è un manga shōjo creato dalla penna della mangaka Yū Watase e venne pubblicato per la prima volta sulla collana Shōjo Comic nel 1997. In Italia è stato pubblicato nel 2004 dalla Planet Manga.

## Trama
Protagonista di quest'opera è Yusura, una ragazza di 15 anni che era stata abbandonata in fasce assieme al leggendario bastone Kongomaru, avente la capacità di percepire la tristezza umana. Ad allevare la ragazza ci pensano il farmacista, che per passione fa anche l'inventore, e sua moglie.
La ragazza, che si comporta come un maschiaccio, lavora come Hikeshya (mitigatrice di tristezza) grazie ai poteri di Kongomaru. Si unirà a lei nelle sue avventure, oltre al fedele assistente Minekichi, anche Samon, un bel samurai figlio illegittimo ed erede del Damiyou che, ha l'unico difetto di essere cieco come una talpa senza i suoi occhiali.
Con l'ingresso di nuovi personaggi e la ricerca del passato di Yusura, si sviluppa questa commedia ambientata in un antico Giappone un po' surreale dove non manca azione, umorismo e romanticismo.

## Personaggi
- Yusura: Abbandonata in fasce sotto un albero assieme a Kongomaru viene cresciuta come unica figlia del farmacista. A 15 anni è un completo maschiaccio che segue la vocazione della 'Hikeshya' (mitigatrice di tristezza). Ha un carattere buono ed è sempre pronta ad aiutare gli altri. Desidera ritrovare le sue origini, in particolare suo padre. Ha un attaccamento assoluto a Kongomaru.
- Samon Kishima: È l'unico figlio in vita della casata Sagami, e sebbene illegittimo ha il titolo di "Sagami no Damiyou" o "Lord del Sagami". Conosce Yusura durante una fuga d'amore che si rivelerà un imbroglio, la ragazza, che lui scambierà per un maschio, lo aiuterà in qualità di mitigatrice di tristezza. Scoperto il reale sesso della ragazza se ne innamorerà, ma la strada per conquistarla sarà difficile.
- Minekichi: È un ragazzo un po' strano e poco sveglio che lavora per la famiglia di Yusura, è comunque di buon cuore.
- Kazanosuke: Era un membro del clan Ninja Koura che lascerà dopo la morte di un suo amico d'infanzia per diventare la guardia del corpo di Samon. Il Ninja che viene dal Villaggio di Coka, nella zona di Cola e segue l'antica arte Altissima, Purissima e Lievissima diventerà un rivale in amore per Samon.
- Takano: Volatile che faceva parte del gruppo di Koura, abilissimo nel disegno si diverte a stare appollaiato sulla testa di Kazanosuke.
- Farmacista: Inventore completamente folle, farebbe di tutto per sua figlia.
- Moglie del farmacista: Donna molto dolce e dalla grande pazienza, necessaria per sopportare il marito.
- Chiyo: Anche lei abbandonata da piccola con uno dei bastoni leggendari, quello della rabbia, lavora in un circo come domatrice.

## Stile
Il disegno differisce da quello di Ayashi no Ceres mostrandoci occhi più grandi e figure più sottili ritornando verso quello che era lo stile di Fushigi yûgi. La componente più importante della storia è sicuramente la comicità. La trama non particolarmente complicata ed i personaggi un po' stereotipati sono funzionali a quello che anche a detta della stessa autrice è "un passatempo tra opere più importanti".

## Volumi
| Nº | Data di prima pubblicazione | Data di prima pubblicazione | Data di prima pubblicazione |
| Nº | Giapponese                  | Giapponese                  | Italiano                    |
| -- | --------------------------- | --------------------------- | --------------------------- |
| 1  | febbraio 1998               | ISBN 4-09-137478-6          | 2 dicembre 2004             |
| 2  | agosto 1999                 | ISBN 4-09-137479-4          | 8 gennaio 2005              |
| 3  | 2003                        | ISBN 4-09-137480-8          | 3 febbraio 2005             |